# Erin Jackson
Erin Jackson (Ocala (Florida), 19 september 1992) is een Amerikaans inline-skatester en langebaanschaatsster.

## Biografie
Jackson begon op negenjarige leeftijd met rolschaatsen, en stapte een jaar later over op inline-skates. Ze trainde bij de skeelerclub waar onder meer de vijf jaar oudere Brittany Bowe en Joey Mantia trainden. Tijdens haar tienerjaren deed ze meermaals mee aan de World Championship Experience, waar ze bijna ieder jaar wel een medaille behaalde. In 2015 studeerde Erin cum laude af aan het Honours Program van de Universiteit van Florida met een BSc in toegepaste natuur- en scheikunde.
In het najaar van 2016 verbleef Jackson bij marathonschaatsster Bianca Roosenboom die haar meenam naar de ijsbaan in Dronten.
In 2018 kwam ze uit op de 500 meter van de Olympische Winterspelen in Pyeongchang, waar ze 24e werd.
In november 2021 behaalde Jackson haar eerste 500 meter wereldbekerzeges met twee baanrecords in de Arena Lodowa in Polen. In Salt Lake City won ze begin december de 500 meter met haar eerste Nationale Record in 36,80. Ze was daarmee één tiende sneller dan Heather Richardson in 2013. Tijdens de Olympische kwalificatiewedstrijden op 8 januari 2022 in Milwaukee maakte ze een misslag waardoor ze net naast een startbewijs greep op de 500 meter van Peking en slechts als derde eindigde in 38,24 seconden, achter Bowe (37,81) en Kimi Goetz (37,86). Een dag later stond Bowe haar startplek af aan Jackson. Op 13 februari 2022 schaatste ze naar de Olympische titel in 37,04.

## Persoonlijke records[10]
| Afstand    | Tijd    | Datum           | Baan           |
| ---------- | ------- | --------------- | -------------- |
| 500 meter  | 0 36,80 | 3 december 2021 | Salt Lake City |
| 1000 meter | 1.14,85 | 22 oktober 2022 | Salt Lake City |
| 1500 meter | 2.01,57 | 21 oktober 2022 | Salt Lake City |

(laatst bijgewerkt: 28 oktober 2022)

## Resultaten
| Jaar | WK Sprint            | WK Afstanden                     | Olympische Spelen |
| ---- | -------------------- | -------------------------------- | ----------------- |
| 2018 |                      |                                  | 24e 500m          |
| 2019 |                      | 15e 500m                         |                   |
| 2020 |                      | 7e 500m                          |                   |
|      |                      |                                  |                   |
| 2022 |                      |                                  | 500m              |
| 2023 |                      | 5e 500m · 9e 1000m · teamsprint  |                   |
| 2024 | 7e · (4e, 9e, , 11e) | 5e 500m · 15e 1000m · teamsprint |                   |
| 2025 |                      | 5e 500m 11e 1000m                |                   |

1960: Helga Haase ·
1964: Lidia Skoblikova ·
1968: Ljoedmila Titova ·
1972: Anne Henning ·
1976: Sheila Young ·
1980: Karin Enke ·
1984: Christa Rothenburger ·
1988: Bonnie Blair ·
1992: Bonnie Blair ·
1994: Bonnie Blair ·
1998: Catriona Le May-Doan ·
2002: Catriona Le May-Doan ·
2006: Svetlana Zjoerova ·
2010: Lee Sang-hwa ·
2014: Lee Sang-hwa ·
2018: Nao Kodaira ·
2022: Erin Jackson